# 肥熊宝螺
肥熊宝螺（学名：Bistolida ursellus），又名小熊呆足贝，是宝螺科的一种。

## 分佈
分布北起日本、台湾岛、海南岛、西沙群岛、菲律宾、马来西亚、印度尼西亚、马绍尔群岛、萨莫亚群岛，西至澳大利亚，主要生活于浅海珊瑚礁间。常栖息在浅海。属于暖海产。